# 요압

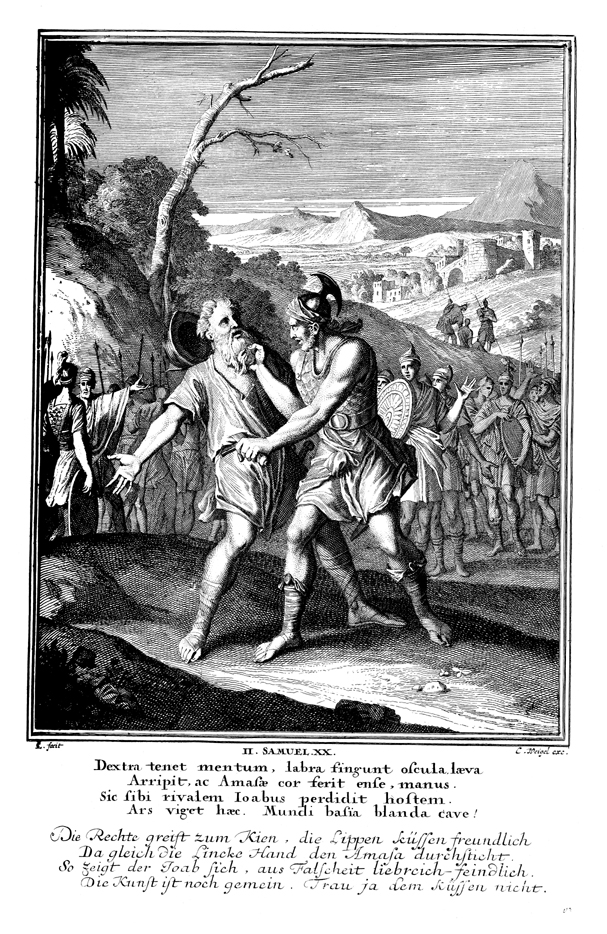

요압(?~기원전 965년) '여호와는 아버지 이십니다.' , '여호와는 하나님 이십니다.'라는 뜻이며, 연합 이스라엘 왕국의 장군으로 다윗 왕 시기 때 활약하며 여러 이민족들을 무찔렀으나 다윗의 허락없이 두 장군을 죽인 죄로 솔로몬 왕 원년에 숙청당했다.

## 다윗과의 활약
요압이 언제부터 다윗의 휘하 장수로 활동했는지는 정확히 알려진 바는 없으며 츠루야의 아들이며 이스보셋과의 기브온 전투에서 처음 등장하는 것으로 알려져 있다.
그러나 기브온 전투에서 적장 아브넬에게 동생 아사헬을 잃었고 이에 대한 복수로 후에 아브넬이 이스보셋을 배반하고 다윗에게로 망명했을 때 그를 쳐 죽였다. 그러자 다윗은 하나님의 이름으로 요압에게 저주를 내렸으며 그 후 요압은 다윗과 함께 여러 전쟁에 참전하며 수많은 이민족들을 무찔렀고 랍바 전투에서는 다윗이 우리야의 아내 밧세바를 차지하기 위해 우리야를 죽이라는 명령을 받들거나 다윗의 인구 조사 명령을 거부하는 등의 모습들이 간략하게나마 성경에 기록되어있으며 다윗의 아들이 일으킨 압살롬의 난을 진압하고 압살롬을 처형했다.
하지만 세바의 난 때 반란을 진압하던 도중 기브온에서 아마사를 살해했다. 이것 역시 아브넬을 살해한 것과 같이 그의 큰 죄악이 되고 말았다. 그의 동생 아비사이 역시 30인 부대의 우두머리로 적군 300명을 죽이고 무찔러 공을 세웠고 그의 무기병 브에롯 사람 나하라이 역시 다윗의 용사였다.

## 말년
그러나 요압은 다윗 말년에 에브야타르 사제와 의논하여 하낏의 아들 아도니야를 왕으로 지지하는 실수를 범한다. 이 소식이 예언자 나단과 다윗의 아내 밧세바에 의해 다윗에게로 전해지자 다윗은 후계자로 정했던 솔로몬을 왕으로 세웠고 그러자 아도니야의 무리는 뿔뿔이 흩어졌다.
요압 역시 도망쳤고 에브야타르 사제가 해임당하자 놀라 성전의 천막으로 도망쳐 제단의 뿔을 잡았다. 그러자 솔로몬은 부친시절 다윗의 허락을 받지 않고 요압이 아브넬과 아마사를 죽인 죄를 물어 여호야다의 아들 브나야를 보냈다.
결국 요압은 천막 밖으로 끌려져 나와 브나야에 의해 죽임을 당했다. 요압은 광야에 있던 자기 집에 묻혔고 요압의 자리는 브나야가 차지했다.